# Xanthosia candida
Xanthosia candida är en flockblommig växtart som först beskrevs av George Bentham, och fick sitt nu gällande namn av Ernst Gottlieb von Steudel. Xanthosia candida ingår i släktet Xanthosia och familjen flockblommiga växter. Inga underarter finns listade i Catalogue of Life.